# Casas de Ves (kommun)
Casas de Ves är en kommun i Spanien.   Den ligger i provinsen Provincia de Albacete och regionen Kastilien-La Mancha, i den östra delen av landet, 240 km sydost om huvudstaden Madrid. Antalet invånare är 724.